# Марьино (бывшая деревня, Юго-Восточный административный округ)
Ма́рьино — бывшая деревня в Московской губернии, затем в Московской области, включённая в состав Москвы в 1960 году. Деревня располагалась в районе пересечения современных улиц Перерва и Подольская.

## История
По одной из версий селение было основано по указанию княгини Марии Ярославны, матери Ивана III.
Первое упоминание о деревне Марьино относятся к 1664 году, в писцовой книге сохранилось описание

села Коломенского, что за Москвою рекою, по сю сторону Москвы реки: деревня Декурьяново, а в ней крестьян 12 дворов, деревня Марьино, а в ней крестьян 9 дворов, деревня Батюнино, а в ней крестьян 11 дворов, да двор Алексейки Иванова, живёт на Москве, кормится работаю. И всего в деревнях в Декурьянове и в Марьине и в Батюнине 32 двора, а людей в них 69 человек— 
Ко второй половине XIX века деревня Марьино имела 41 двор с общей численностью 343 человека.
На карте середины XIX века Марьино находится на бровке крутого берега, спускающегося к Москве-реке. В деревне была одна улица, параллельная берегу, а рядом, западнее, располагалось Марьинское кладбище.
В 1866—1868 годах близ деревни прошла линия Курской железной дороги. В 1894 году неподалёку от деревни была открыта железнодорожная платформа Перерва.
В 1892—1898 годах на месте части наделов деревень Марьино, Батюнино и Курьяново, а также Чагинского болота были устроены очистные сооружения — Любли́нские поля фильтрации, занявшие более тысячи гектаров площади. Здесь сточные воды проходили почвенную очистку (сквозь песок) и сбрасывались в Москву-реку.
По справочникам 1930-х годов деревня Марьино состояла из однотипных крестьянских домов, начиналась почти у самой платформы Перерва и представляла собой дачное место. Рядом располагалось большое количество небольших озёр, пригодных для рыбной ловли.
В 1960 году деревня Марьино и близлежащая территория была включена в состав Москвы. Сначала она была отнесена к Ждановскому району Москвы (1960—1969), а затем — к Люблинскому району (1969—1991). На присоединённой территории было 6 номерных Марьино-Люблинских улиц (переименованы в 1964 году, упразднены в 1977 году).
С 1977 года на месте бывшей деревни Марьино, а также полей фильтрации развернулось массовое жилищное строительство.
В 1991 году территория старого Марьино была включена в состав муниципального округа «Марьино», с 1995 года получившего статус района Москвы «Марьино»